# ヨーゼフ・ビカン
ヨーゼフ・ビカン（Josef Bican, 1913年9月25日 - 2001年12月12日）は、チェコ系オーストリア人のサッカー選手、サッカー指導者である。ポジションはフォワード。愛称はヨーゼフに由来するペピ (Pepi)。
RSSSFによると、ビカンは親善試合を除いたすべての大会の合計で800ゴール以上を記録した。これは記録が確認できる選手としては、ロマーリオの772点、ペレの767点などを上回っている。
彼は「ヴンダーチーム」と呼ばれた1930年代のオーストリア代表のメンバーのひとりであり、1939年から1944年まで5年連続でヨーロッパ得点王（現在のヨーロッパ・ゴールデンシュー）に輝いた。
左右どちらの足でもプレーできる能力、そして相当なスピードを持ち、100メートル走のタイム10.8秒は当時の多くの陸上競技選手に比肩した。IFFHSは20世紀の最も偉大なゴールスコアラーとしてビカンに「ゴールデンボール」を与えた。
国内リーグにおいては、406試合で607ゴールを記録し、得点王を12回獲得した。

## 少年期
ウィーンにてチェコ系ウィーン人の母ルドミラとボヘミア南部セドリツェ出身の父フランティシェクの間に生まれる。フランティシェクはヘルタ・ウィーンでプレーしたサッカー選手だった。彼は第一次世界大戦から無傷で帰還したが、サッカーの試合中に腎臓を蹴られて負傷し、その手術を拒否したため1921年に30歳で死去した。母はレストランの調理場で働いた。一家の貧困によりビカンは裸足でサッカーをしなければならなかったが、彼はそれがボールコントロール技術の向上に役立ったと述懐する。ビカンはヤン・アーモス・コメンスキーの開いたウィーンのチェコ人学校に通った。父の死から4年が経った1925年、12歳のときにヘルタ・ウィーンのジュニアチームであるヘルタ・ウィーンIIでプレーを始めた。彼は18歳のときに当時ウィーン最大のクラブだったSKラピード・ウィーンによって見出された。

## クラブにおいて
ビカンが最初にSKラピード・ウィーンに加入したとき、クラブは彼に150シリングを支払っていた。しかし、20歳となるころには、彼を手放したくないラピードは600シリングを支払うようになっていた。1935年からはライバルクラブのアドミラ・ウィーンでプレーした。
ビカンは1937年にウィーンを離れ、チェコのSKスラヴィア・プラハに加入した。彼は第二次世界大戦の前後を通してスラヴィアでプレーした。8シーズンで328ゴールを挙げ、その中には24試合で57ゴールを記録した年もあった。
27年のキャリアのあいだに12回のリーグ得点王に輝き、また多くの選手と健康な若者が戦争へと駆り出されていた1939-40シーズンから1943-44シーズンにかけて5シーズン連続でヨーロッパ最多得点選手になった。
戦後の荒廃したヨーロッパにあって、いくつかのビッグクラブはビカンの獲得に乗り出した。ユヴェントスは獲得に際して相当な額を提示したが、ビカンはイタリアが共産党に乗っ取られる可能性があるという助言を聞き入れ、この申し出を断った。彼はプラハに留まったが、皮肉にも1948年に同地では共産党が権力を掌握した。ビカンはオーストリアでナチ党への入党を拒んだときと同様に、共産党入りを拒否した。
ヴィートコヴィツェにある製鉄工場系のクラブ、VŽヴィートコヴィツェへの加入を通じてビカンは体制との関係改善を試みた。1951年にFCフラデツ・クラーロヴェーに加入したが、1953年5月に地元の共産党によって都市、そしてクラブからの立ち去るように強制された。退去後はスラヴィア・プラハ（当時はディナモ・プラハと呼称）へ復帰し、1955年に42歳で引退するまで彼はスラヴィアでプレーを続けた。引退当時、彼はリーグのなかで最年長の選手だった。

## 代表において
1933年11月29日、20歳と64日でオーストリア代表にデビューし、スコットランドと2-2で引き分けた。ヴンダーチームと呼ばれていたオーストリア代表の一員として、1934年ワールドカップに出場し、準決勝に進出した。同トーナメントでのビカンの唯一のゴールは、オーストリアが3-2で勝利したフランス戦の延長で挙げたものだった。
スラヴィア・プラハでプレーしていたころにビカンはチェコの市民権取得を申請したが、事務的なミスにより1938年ワールドカップには出場できなかった。彼は3つのチーム（オーストリア、チェコスロバキア、ベーメン・メーレン保護領）で合計34の国際試合に出場し、34得点を記録した。代表チームでの最後の試合は1949年9月4日、チェコスロバキアがブルガリアに3-1で敗れた試合だった。

## 引退後

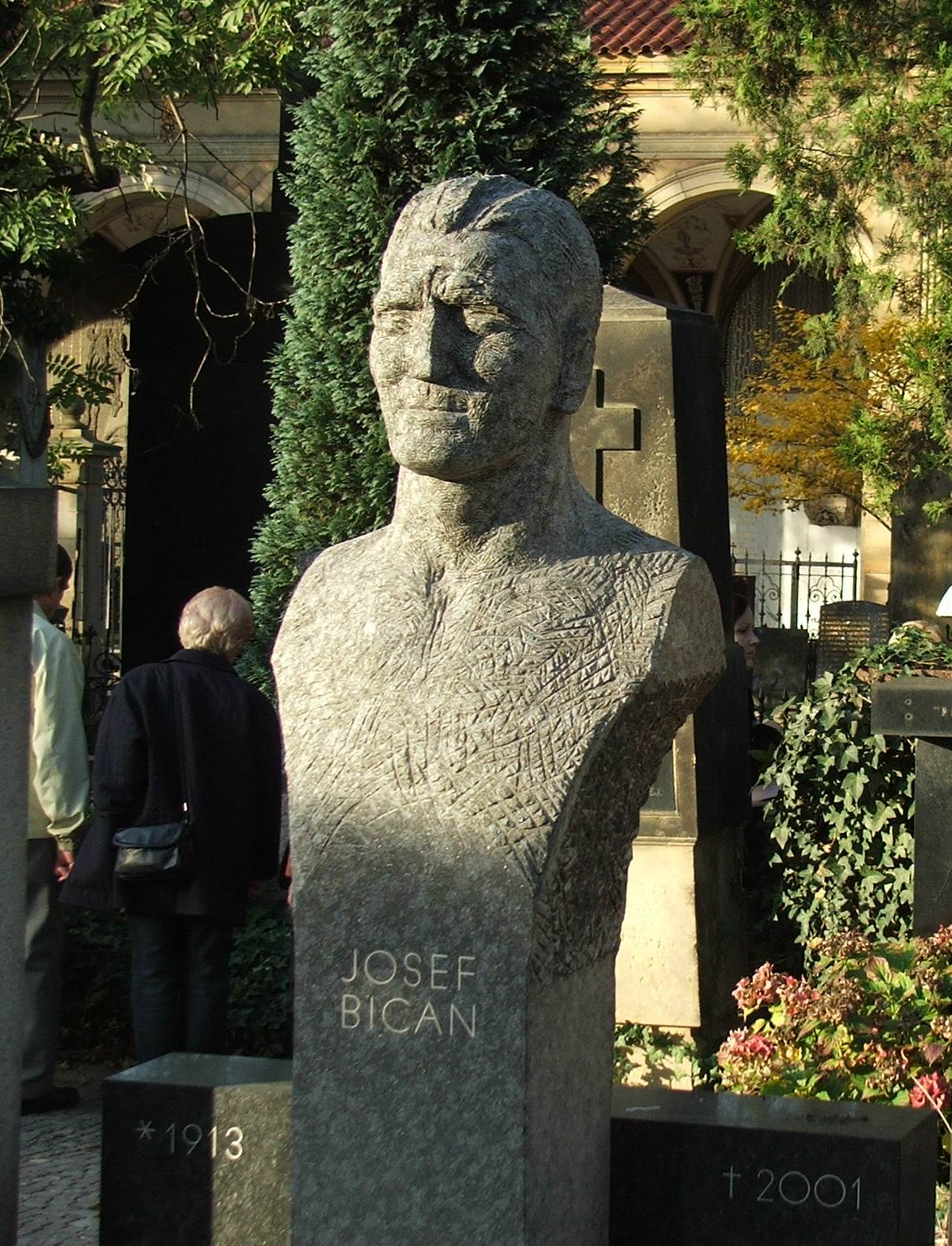
プラハのヴィシェフラド民族墓地にあるヨーゼフ・“ペピ”・ビカンの墓石

1968年にプラハの春が起こり、ビカンは国外で監督業に就くことを許された。彼はベルギーのトンゲレンの監督として、チームをディビジョン4からディビジョン2に引き上げ、強い印象を残した。
共産党によるプロパガンダへの協力を拒否したため、共産党体制下では不遇を被り、鉄道駅の労働者として働かせられていた。1989年にビロード革命で共産党体制が崩壊すると、彼はその名声を取り戻し、いくらかの資産も返却された。
心臓疾患により最期の数ヵ月間を病院で過ごし、2001年12月12日に88歳で死去した。